# ふたりの旅路 (テレビドラマ)
『ふたりの旅路』（ふたりのたびじ）は、1981年8月31日～10月30日にTBS「花王 愛の劇場」枠にて放送された昼ドラマである。テレビ映画。全45回。

## キャスト
- 内川万里子：秋津万里子
- 秋津修一：大出俊
- 内川あや：荒木道子
- 緑川光枝：茅島成美
- 桜井常務：西田健
- 本田副社長：永井秀明
- 直子：衣通真由美
- 内川孫右衛門：松下達夫
- 敏子：伊藤公子
- さと：内田礼子
- うめ：小笠原慶子
- 昌代：宮本幸子
- 勝沼三郎：久里みのる
- 淳一：越村公一
- 荒木課長：住吉道博
- 田島刑事：山本廉
- 原刑事：神田橋満
- 三井恒
- 平林尚三
- 三上剛
- 松尾文人
- 加藤茂雄
- 須永慶
- 吉水慶
- 伊藤正博
- 木村有里
- ナレーター：田島令子

## スタッフ
- 脚本 - 西沢裕子
- 監督 - 大槻義一、窪川健造、磯見忠彦
- 音楽 - 菊池俊輔
- プロデューサー - 前田満州夫、榎本冨士夫、（国際放映）、井上博（TBS）
- 制作 - 国際放映、TBS

## 主題歌
- 『愛されて海へ』 歌：惣領智子（CBSソニー）
  - 作詞：及川恒平／作曲：惣領智子／編曲：惣領泰則

## 参考資料
『ふたりの旅路』シナリオ決定稿